# راسيل إليس
راسيل إليس (بالإنجليزية: Russell Ellis)‏ هو مهندس معماري أسترالي، ولد في 20 أغسطس 1912، وتوفي في 2 فبراير 1988.